# 澤田長二郎
澤田 長二郎（さわだ ちょうにろう、1940年 - ）は、日本の実業家。津軽鉄道第6代代表取締役社長、東北鉄道協会会長、日本民営鉄道協会理事。

## 経歴
青森県五所川原市生まれ。平山為之助初代津軽鉄道社長は外祖父。
青森県立五所川原高等学校を経て、1963年に一橋大学商学部を卒業。今井祐元富士フイルム代表取締役副社長は一橋大バドミントン部の同期で親しい。
大学卒業後は三菱商事に入社し、タイ王国駐在、オーストラリア珪砂採掘会社社長、三菱商事資材部長を経て、2003年までエム・シー砿産代表取締役社長。
2004年、五所川原市に帰郷し、債務超過となっていた津軽鉄道の第6代代表取締役社長に就任。経費削減やイベント列車の拡充等を進め、地元の協力を得て、2008年までに義務付けられていた緊急保全整備事業の資金調達に成功し、鉄道存続に繋げた。日本民営鉄道協会理事、社団法人五所川原市観光協会監事、国土交通省DMVの導入・普及に向けた検討会委員、東北地方交通審議会臨時委員、青森県立五所川原高等学校同窓会会長等も務め、東日本大震災では東北鉄道協会会長として対応にあたった。漫画『テツぼん』の澤村社長のモデル。